# 地方隊
地方隊（ちほうたい）とは、海上自衛隊に属する防衛大臣直轄の部隊であり、主として担当の警備区域の防衛・警備及び自衛艦隊等の後方支援にあたっている部隊である。旧海軍の鎮守府に相当する。
- 横須賀地方隊
- 呉地方隊
- 佐世保地方隊
- 舞鶴地方隊

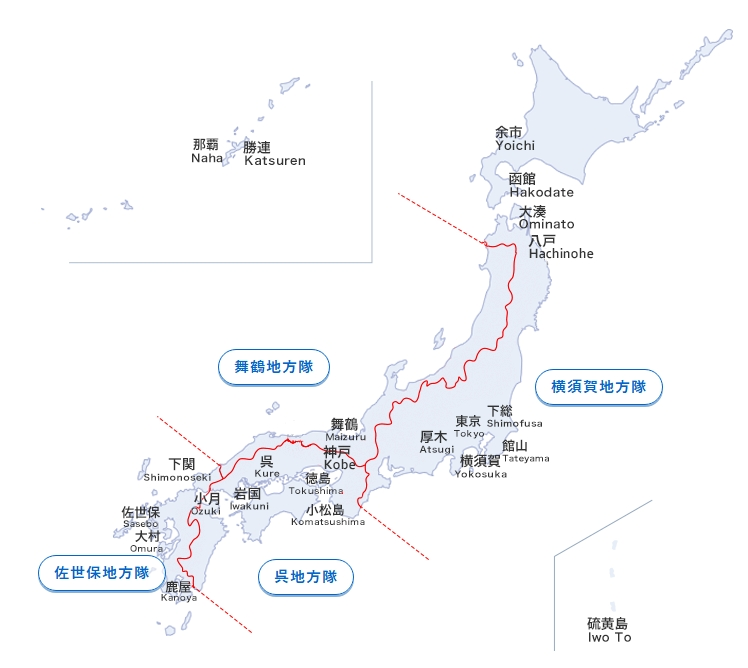
地方隊の配置

の4つが置かれている。2025年3月までは、これらに加えて「大湊地方隊」が置かれていた。

## 概説

### 任務
- 担当警備区域における防衛・警備等
  - 防衛：沿岸の防衛、海上交通の安全確保等
  - 警備：海上における治安の維持、人命財産の保護
  - 災害派遣・航空救難
  - 機雷その他爆発性危険物の処理
- 自衛艦隊等に対する後方支援（人事・教育、補給、造修、医務・衛生）

### 特色

#### 海上自衛隊の人的・物的基礎として
地方隊は内陸県（群馬・栃木・埼玉・長野・山梨・岐阜・滋賀・奈良県）を含めて国内の全ての陸上及び領海を分担している。
准海尉以下の海上自衛官の任免は、地方総監が行うものとされている。そのこともあり、自衛官候補生課程及び練習員課程・一般海曹候補生課程・予定者課程・初任海曹課程・海曹上級課程は各地方隊に置かれている教育隊が担当している。
また、自衛艦その他の船舶は、必ずいずれかの地方総監部にある基地（港）に籍を置いている（ただし、地区総監部の場合がある）。自衛艦に掲揚される自衛艦旗は、当該自衛艦が除籍される日又は支援船に区分変更される際に返納されるが、これは当該自衛艦在籍地の地方総監が受領し、返納された自衛艦旗は、籍を有していた地方総監が記念自衛艦旗として保存に当たる。
このように地方隊は、単に沿岸区域の警備を担うのみならず、海上自衛隊の人的・物的基礎となっている組織である。
また、地方隊の組織ではないが、海上幕僚長の指揮監督を受ける自衛隊地区病院もまた、各地方総監部所在地に置かれていた。2022年3月以降は、自衛隊横須賀病院、自衛隊呉病院以外は廃止され、衛生隊診療所に縮小されている。

#### 沿岸警備
機動運用が行われる自衛艦隊と異なり、沿岸警備に従事するのは主に旧型の汎用護衛艦（DD）及びあぶくま型などの小型の護衛艦（DE）や高速航行可能なミサイル艇が中心となる。なお、護衛艦は護衛艦隊に所属しており、地方隊の隷下に配備されている艦艇はミサイル艇や掃海艇等の小型艦艇のみである。海上自衛隊の地方隊は、独立した沿岸警備組織がなかった戦前に沿岸警備を行っていた「海軍鎮守府」の伝統を受け継いだ組織である一方、海上保安庁は、戦後にアメリカ沿岸警備隊をモデルに誕生した組織であり、創立時から、それぞれの職域が大きく重複していた。近年、不審船事件の発生などを受けて海上保安庁の体制が拡充しており、地方隊と海上保安庁との海上警備任務の線引きが曖昧になってきている。
能登半島沖不審船事件では、自衛艦隊隷下の護衛艦隊、第3護衛隊群所属の護衛艦や舞鶴地方隊所属の護衛艦が、海上保安庁の巡視船と共に出動した。この事件に出動した護衛艦は、高速の工作船相手の追跡に向いていなかったため、現在は、はやぶさ型ミサイル艇が配備されている。

### 批判
鎮守府は元々フランス海防思想の名残でしかなく、現在ではほぼ不要になっている。かつて地方隊の隷下であった第11〜15護衛隊は護衛艦隊の隷下に移管され、大元の目的である地域防衛の所要が存在せず、さらに有事には地方隊も管轄警備区を超えて活動している（実際、令和6年1月1日に発生した能登半島地震では、石川県を管轄する舞鶴地方隊のみならず、横須賀、呉、佐世保の各地方隊も災害派遣に従事している
。）今日、地方総監部の役割は曹士人事、国有財産、監査、周辺自治体の折衝といった管理業務および経理業務が主体であり、これらの業務は全国一元化もしくは東日本と西日本といった大区域化でも差し支えないため、廃止ないし整理し、指揮官も将官から格下げすることが望ましいとの意見もある。

## 沿革
日本の領海を5つ程度の海軍区に区分して、各々に海軍の拠点（鎮守府）を置く考えは1886年制定の海軍条例に端を発している。同条例では旧来の地方総監部と同じ位置に鎮守府が置かれるものとされていた（ただし大湊ではなく室蘭であった）。海上自衛隊発足当初から5つの地方隊が配置されたが、2025年3月に大湊地方隊が廃止され、実際の鎮守府と同様の配置になった。

地方隊とその警備区域の配置（2025年3月以前）

### 年譜
- 1952年（昭和27年）8月1日：保安庁が創設され海上警備隊が警備隊に改編されたのと同時に横須賀及び舞鶴にそれぞれ地方隊が新編された。
- 1953年（昭和28年）9月16日：佐世保及び大湊に新たに地方隊が新編された。
- 1954年（昭和29年）7月1日：防衛庁が創設され海上自衛隊が発足されたのと同時に呉に地方隊が新編された。
- 2008年（平成20年）3月26日：海上自衛隊体制移行による部隊再編。

1. 地方隊所属の護衛隊は護衛艦隊隷下に地域配備型の直轄護衛隊として編入。
2. 地方隊隷下にあった大村、小松島、大湊各航空隊は廃止され、大村航空隊は航空集団隷下の第22航空群第22航空隊と統合、小松島航空隊は第22航空群第24航空隊に、大湊航空隊は第21航空群第25航空隊に改編された。
3. 護衛艦隊司令官と航空集団司令官がフォースプロバイダー（練度管理責任者）として平時の練度管理を一元的に行い、実任務への対応にあたっては地方総監がフォースユーザー（事態対処責任者）として高練度にある艦艇等の提供を受け、事態対処を行うことになった。

- 2025年（令和7年）3月24日：大湊地方隊が廃止され、横須賀地方隊隷下の大湊地区隊に改編された[6]。
- 2026年（令和8年）3月（予定）：大規模部隊改編に伴い、各地方隊隷下の掃海隊、ミサイル艇隊、警備所を廃止予定。掃海隊およびミサイル艇隊は水上艦隊（仮称）隷下の各部隊で再編される。警備所は情報作戦集団（仮称）作戦情報群（仮称）隷下に編成替えされる[7]。

## 編成

### 地方総監
地方隊の長は地方総監である。地方総監は、防衛大臣の指揮監督を受け、地方隊の隊務を統括し、また地方総監部の事務を掌理する。地方総監は、護衛艦隊司令官や航空集団司令官などのフォースプロバイダー（練度管理責任者）から提供された護衛艦や回転翼機をフォースユーザー（事態対処責任者）として運用する。
地方総監は海将をもって充てられており、海上幕僚長、自衛艦隊司令官などとともに、人事に内閣承認を要する者である（舞鶴地方総監を除く。）。
横須賀地方総監及び佐世保地方総監は、自衛艦隊司令官と並ぶ指定職第5号であり、海上幕僚長に異動することも多い。

### 部隊の編成
- 地方総監部
- 掃海隊（司令は1等海佐又は2等海佐。掃海艦又は掃海艇2以上及び掃海母艦1若しくは掃海艦又は掃海艇2以上をもって編成される[12]。）
- ミサイル艇隊（司令は2等海佐。ミサイル艇2以上をもって編成される[13]。）
- 基地隊（司令は1等海佐。基地隊本部・水中処分隊・基地分遣隊・磁気測定所・警備所・掃海隊・基地隊の長の直轄する自衛艦をもって編成される[14]。）
- 教育隊（司令は1等海佐、副長は2等海佐。一般曹候補生、自衛官候補生及び技術海曹として新たに採用された者（航空学生を除く）、1等海曹に新たに昇任した者等を教育訓練することを任務とする[15]。）
- 警備隊（司令は1等海佐。警備隊本部・陸警隊・港務隊・水中処分隊・基地分遣隊・ミサイル艇隊及び警備隊の長の直轄する自衛艦をもって編成される[16]。）
- 防備隊（司令は1等海佐。防備隊本部・警備所・ミサイル艇隊をもって編成される[17]。）
- 地区隊（長は地区総監、海将。地区総監部及び警備隊その他防衛大臣の定める部隊をもって編成される[18]）
- その他大臣の定める部隊
  - 弾薬整備補給所（所長は1等海佐又は2等海佐。弾火薬類、化学器材及び魚雷標的の保管、補給及び整備等を任務とする[19]。）
  - 造修補給所（所長は1等海佐。艦船、艦船用機関、艦船用電気器材及び船用品、各種器材等の保管、補給及び整備を任務とする[20]。）
  - 基地業務隊（司令は1等海佐。海上自衛隊の部隊及び機関に係る厚生、会計、給養、車両、施設及び海上予備員の収容等を任務とする[21]。）
  - 衛生隊（司令は1等海佐又は2等海佐。医療、保健衛生に関する業務を行うことを任務とする[22]。自衛隊地区病院のない佐世保・舞鶴・大湊では、診療所（19床）（医事科、薬剤科、看護科、診療部）を有する。）
  - 音楽隊（隊長は2等海佐、3等海佐又は1等海尉[23]。）
  - 基地分遣隊（隊長は2等海佐又は3等海佐。基地の警備及び管理並びに当該基地を使用する艦船及び航空機に対する支援のほか、必要な調査及び海上の危険物の処理等を任務とする[24]。）
  - 警備所（基地隊司令又は防備隊司令の命を受け、沿岸水域、港湾及び水路の安全確保に関する情報業務を行うことを任務とする[25]。）

### 地方総監部の編成[26][27]
- 幕僚長

地方総監部に1人置かれる。幕僚長は、海将補をもって充てる。幕僚長は、地方総監を補佐し、地方総監部の部内の事務を整理する。
- 参事官

横須賀地方総監部及び佐世保地方総監部にそれぞれ一人が置かれ、事務官をもって充てる。
地方総監の命を受け、地方公共団体その他の関係機関との連絡及び協力に関する重要事項についての企画及び立案に参画し、並びに地方総監部の事務に関し必要な調整を行う。
- 管理部（総務課・人事課・厚生課・援護業務課・施設課・衛生監理官（衛生監理官は、衛生隊司令が兼ねる。））
- 防衛部
  - 第1幕僚室（庶務人事担当）
  - 第2幕僚室（情報担当）
  - 第3幕僚室（運用担当）
  - 第4幕僚室（後方支援担当）
  - 第5幕僚室（通信担当）
- 経理部（経理課・契約課・原価計算課・監査課・原価監査官）
- 技術補給監理官

地方総監の命を受け、物品及び役務の調達、物品の補給及び保管・整備に関し、地方総監に対し専門的助言を行うほか、技術指導に関する事務及び地方総監の特に命ずる事務をつかさどる。
技術補給監理官は、造修補給所長が兼ねる。
- 監察官

地方総監の命を受け、監察並びに安全及び事故調査に関する事務をつかさどる。
- 副官

地方総監の庶務をつかさどる。渉外事務を行う際には、特に制服に副官飾緒を着用する。
横須賀地方総監部及び佐世保地方総監部の副官は総務課に配置される。
- 地方隊先任伍長（海曹長）

部隊等の海曹士を総括し、規律及び風紀の維持、部隊等の団結の強化に務め、地方総監を補佐する。

### 内部組織の沿革
- 1952年（昭和27年）8月1日：地方隊発足により、地方総監部組織規定（昭和27年総理府令第49号）が制定[28]。

上記規定により、地方総監は警備監又は警備監補が充てられ、総監部には総務部、警備部、航路啓開部、経理補給部、技術部が置かれた。
- 1953年（昭和28年）10月16日：地方総監部組織改編（航路啓開部を廃止。調査室の設置、通信所が警備部から昇格）。
- 1954年（昭和29年）7月1日：海上自衛隊が発足。防衛庁組織令（昭和29年政令第178号）が制定[29]。

地方総監部組織規程（昭和29年総理府令第42号）が新たに制定され、地方総監部には総務部、防衛部、経理補給部、技術部、調査室、通信所が置かれた。
- 1955年（昭和30年）
  - 5月1日：各地方隊隷下に通信隊を新編。
  - 11月1日：横須賀地方総監部に副総監を設置。
- 1959年（昭和34年）6月1日：横須賀基地警防隊、佐世保基地警防隊をそれぞれ横須賀警備隊、佐世保警備隊に改称。
- 1961年（昭和36年）2月1日：総監部組織の改組（総務部を廃止し、人事部を新設。防衛部に第1～第4幕僚班を設置）。各地方隊隷下に補給所及び工作所が新編。
- 1962年（昭和37年）7月1日：佐世保地方総監部に副総監を設置。
- 1970年（昭和45年）
  - 3月2日：総監部組織の改組（地方総監部組織規則の改正（昭和45年総理府令第3号）[30]）。各地方隊隷下に造修所を新編、各地方隊隷下の工作所を廃止。

  1. 横須賀及び佐世保地方副総監を廃止し、横須賀、呉、佐世保地方総監部に幕僚長を設置。
  2. 人事部を管理部に改称。第1～第4幕僚班を幕僚室に改称し、第5幕僚室を新設。補給監理官、技術監理官、衛生監理官、監察官を新設。

  - 10月1日：舞鶴及び大湊地方総監部に幕僚長を設置。
- 1974年（昭和49年）4月11日：横須賀地方隊隷下に音楽隊を新編。
- 1976年（昭和51年）5月11日：呉、佐世保、舞鶴、大湊地方隊に音楽隊を新編。
- 1987年（昭和62年）7月1日：各地方隊隷下の警備隊を改編し、基地業務隊を新編。
- 1998年（平成10年）12月8日：補給整備部門の組織改編。

1. 造修所と補給所を統合し造修補給所に改編。
2. 水雷整備所と誘導弾整備所と統合し弾薬整備補給所に改編。
3. 木更津航空補給所、鹿屋、八戸、下総航空工作所を廃止。
4. 総監部の技術管理官と補給管理官を廃止し、技術補給管理官を設置。

- 2002年（平成14年）3月22日：各地方隊隷下の通信隊がシステム通信隊に改編されシステム通信隊群隷下に編成替え。
- 2006年（平成18年）4月3日：最後の連絡所（警備隊の指揮・監督を受け、警備・補給等の連絡、救難業務の支援を担当する。）である徳山連絡所が閉鎖された。
- 2007年（平成19年）3月28日：衛生監理官を管理部衛生監理官に改組。
- 2017年（平成29年）4月1日：横須賀及び佐世保地方総監部の政策補佐官を参事官に改組[31]。
- 2022年（令和4年）3月17日：自衛隊病院（大湊・舞鶴・佐世保）廃止に伴い、衛生隊を改編。部隊長の職名を司令に改称するとともに、大湊・舞鶴・佐世保衛生隊に診療部（診療所）を新設。

### 隷下の自衛艦

#### ミサイル艇
はやぶさ型（200トン）2002年（平成14年）3月に1番艇が就役し、2004年（平成16年）3月までに6隻が就役した。舞鶴地方隊、佐世保地方隊、横須賀地方隊隷下の余市防備隊で運用されている。

#### 掃海艇
すがしま型（510トン）1999年（平成11年）3月に1番艇が就役し、2007年（平成19年）2月までに12隻が就役した。その内、8隻が各地方隊で運用されている。
えのしま型（570トン）2012年（平成24年）3月に1番艇が就役し、2015年（平成27年）3月までに3隻が就役した。当初は3隻とも横須賀地方隊で運用されていたが、1番艇の「えのしま」は函館基地隊第45掃海隊、2番艇の「ちちじま」は掃海隊群第1掃海隊、3番艇の「はつしま」は舞鶴地方隊第44掃海隊に編成替えとなっている。

#### 輸送艇
輸送艇1号型（420トン）1988年（昭和63年）3月に1番艇が、1991年（平成3年）10月に2番艇が就役した。
2022年（令和4年）4月7日、輸送艇1号が除籍。輸送艇2号は横須賀地方隊で運用されている。

#### 多用途支援艦
ひうち型（980トン）2002年（平成14年）3月に1番艦が就役し、2008年（平成20年）2月までに5隻が就役した。各地方隊に1隻ずつ配備され訓練支援等に使用されている。
※上記の他、横須賀地方隊には砕氷艦「しらせ」と特務艇「はしだて」が運用されている。

### 過去に隷下にあった主な自衛艦

#### 護衛艦
くす型（1,450トン）
1953年（昭和28年）1月から日米船舶貸借協定により貸与が始まり計18隻が貸与された。草創期の海上自衛隊の主力であった。
わかば（1,250トン）
帝国海軍の橘型駆逐艦が引き上げられて使用された。1956年（昭和31年）5月31日に再就役し、主に横須賀地方隊に所属、1971年（昭和46年）3月31日に除籍された。
あけぼの（1,060トン）
1956年（昭和31年）3月20日に就役、地方隊では横須賀地方隊に所属し、1981年（昭和56年）3月31日除籍。
いかづち型（1,070トン）
1956年（昭和31年）3月5日と5月29日に2隻が就役した。地方隊では両艦とも呉地方隊に所属し、1977年（昭和52年）3月15日に最後の同型艦が除籍された。
いすず型（1,490トン）
1961年（昭和36年）7月29日に1番艦が就役し、1964年（昭和39年）1月までに4隻が就役した。1993年（平成5年）11月16日に最後の同型艦が除籍された。「いすず」他。
ちくご型（1,470トン～1,500トン）
1971年（昭和46年）7月31日に1番艦が就役し、1977年（昭和52年）6月までに11隻が就役、1980～90年代の地方隊所属の護衛隊の主力であった。2003年（平成15年）3月に最後の同型艦が除籍された。
いしかり（1,290トン）
1981年（昭和56年）3月28日に就役し、一貫して大湊地方隊に所属し、2007年（平成19年）10月17日に除籍された。
ゆうばり型（1,470トン）
1983年（昭和58年）3月18日に1番艦が就役し、翌1984年（昭和59年）2月に2番艦が就役した。両艦とも大湊地方隊に所属したが、2008年（平成20年）3月の体制移行による部隊改編により、両艦とも護衛艦隊隷下に編成替えとなった。2010年（平成22年）6月25日に両艦同時に除籍された。なお、両艦とも一貫して大湊に在籍した。「ゆうばり」・「ゆうべつ」。
あぶくま型（2,000トン）
1989年（平成元年）12月に1番艦が就役し、1993年（平成5年）2月までに6隻が就役した。当初は舞鶴、大湊、佐世保の各地方隊隷下の護衛隊に配属されたが、2008年（平成20年）3月の体制移行による部隊改編により全艦、護衛艦隊隷下に編成替えした。2020年（令和2年）3月現在、全艦が就役中。「あぶくま」他。
はつゆき型（2,950トン）
1982年（昭和57年）3月に1番艦が就役し、1987年（昭和62年）2月までに12隻が就役した。護衛隊群の基本構成艦であったが、新型艦の就役により1990年代中頃から地方隊隷下の護衛隊に編成替えとなり、2006年までに練習艦に種別変更された1隻を除いた11隻が編入され沿岸警備の主力艦となった。2008年（平成20年）3月の体制移行による部隊改編により再び護衛艦隊隷下に編成替えした。
2021年（令和3年）12月24日、「はつゆき」型最後の艦艇「せとゆき」が除籍された。

#### ミサイル艇
ミサイル艇1号型（50トン）1993年（平成5年）3月に1,2番艇が就役し、1995年（平成7年）3月に3番艇が就役した。2010年（平成22年）に最後の同型艇が除籍された。一貫して大湊地方隊で運用された。

#### 輸送艦
あつみ型（1,480トン）
1972年（昭和47年）11月に1番艦が就役し、1977年（昭和52年）10月までに3隻が就役した。横須賀、佐世保、大湊の各地方隊隷下に1隻ずつ配備され、2005年（平成17年）5月に最後の同型艦が除籍された。